# Musa Amer Obaid
Musa Amer Obaid (arabisch موسى عامر عبيد, Geburtsname Moses Kipkirui; * 18. April 1985) ist ein katarischer Hindernisläufer kenianischer Herkunft.

## Leben
2004 wurde er asiatischer Juniorenmeister, Junioren-Vizeweltmeister und kam bei den Olympischen Spielen in Athen auf den vierten Platz. Im Jahr darauf wurde er Neunter bei den Leichtathletik-Weltmeisterschaften in Helsinki, und bei den Crosslauf-Weltmeisterschaften 2006 belegte er den 24. Platz.
Im Juni 2006 wurde bei einem Dopingtest im Training ein erhöhter Testosteron/Epitestosteron-Wert festgestellt, woraufhin eine zweijährige Sperre wegen Dopings verhängt wurde.
Bei den Crosslauf-Weltmeisterschaften 2009 kam Obaid auf den 93. Rang.

## Persönliche Bestzeiten
- 3000 m: 7:45,89 min, 11. Juli 2005, Zagreb
- 3000 m Hindernis: 8:07,18 min, 24. August 2004, Athen